# Hysham (Montana)
Hysham es un pueblo ubicado en el condado de Treasure en el estado estadounidense de Montana. En el Censo de 2010 tenía una población de 312 habitantes y una densidad poblacional de 576,38 personas por km².

## Geografía
Hysham se encuentra ubicado en las coordenadas 46°17′28″N 107°13′50″O / 46.29111, -107.23056. Según la Oficina del Censo de los Estados Unidos, Hysham tiene una superficie total de 0.54 km², de la cual 0.54 km² corresponden a tierra firme y (0%) 0 km² es agua.

## Demografía
Según el censo de 2010, había 312 personas residiendo en Hysham. La densidad de población era de 576,38 hab./km². De los 312 habitantes, Hysham estaba compuesto por el 92.63% blancos, el 0% eran afroamericanos, el 1.92% eran amerindios, el 0.96% eran asiáticos, el 0% eran isleños del Pacífico, el 0% eran de otras razas y el 4.49% pertenecían a dos o más razas. Del total de la población el 2.56% eran hispanos o latinos de cualquier raza.